# Marguerite de Launay
Pour les articles homonymes, voir Launay.
Ne doit pas être confondu avec Mme de Staël.
Marguerite de Launay, plus couramment appelée Rose Delaunay du nom de sa mère, est née le 30 août 1684 à Paris et morte le 15 juin 1750 à Gennevilliers. Baronne de Staal par son mariage, c'est une mémorialiste et femme de lettres française.

## Biographie

### Enfance et éducation
De condition modeste, Marguerite de Launay était la fille d'un peintre français mort en Angleterre. Sa mère, n'ayant pas les moyens de l'élever, l'abandonne très jeune dans le couvent de Saint-Sauveur-d'Evreux en Normandie. Elle est dès lors confiée à Madame de Grieu qui se retrouve nommée au prieuré Saint-Louis de Rouen, où elle emmène sa protégée.
Rose Delaunay est une enfant instruite et mature pour son âge, qui ne manque de rien tant elle est choyée par les dames du couvent qui voient en elle une enfant extraordinaire. La jeune fille reçoit une éducation de qualité, ce qui contraste avec ses origines modestes. Elle est autodidacte mais a aussi des maîtres engagés par les religieuses qui veulent lui conférer la meilleure éducation possible. Pour s'instruire, elle lit énormément de livres dans la bibliothèque du couvent, notamment des livres de piété, ce qui l'inspire pendant à temps à devenir religieuse. Ces lectures lui ont permis de se former une culture littéraire importante, ce qui lui permet par la suite de s'insérer au sein de l'élite. Elle étudie également la philosophie de Descartes, la poésie et la géométrie,.

### Au service de la duchesse du Maine
A la mort de l'abbesse du couvent de Rouen, Rose Delaunay suit Madame de Grieu au couvent de la Présentation à Paris. Elle espère trouver dans la capitale une place de gouvernante dans une maison importante. Cependant, du fait de son origine modeste, peu de possibilités s'offrent à elle en termes de carrière.Ainsi, elle est mise en relation avec Marie de La Ferté-Senneterre, duchesse de La Ferté (1654-1726), gouvernante des enfants royaux. Il est dans un premier temps décidé que la jeune fille pourra contribuer à l'éducation de l'enfant de la Dauphine, Marie-Adélaïde de Savoie, épouse du petit-fils de Louis XIV, si celui-ci est une fille. Cependant, l'enfant est un garçon (c'est le futur Louis XV). Finalement, Mademoiselle Delaunay est engagée au service de la duchesse du Maine en 1711, au grand désarroi de la duchesse de la Ferté qui voulait la garder sous sa protection.
Cependant, malgré ses brillantes qualités littéraires, elle est engagée comme femme de chambre, ce qui est un véritable coup dur pour la jeune femme qui partage son temps entre Versailles et la cour de Sceaux. Finalement, Madame Delaunay est peu à peu promue et monte en grade quand la duchesse remarque enfin ses talents littéraires. En effet, suite à une lettre de la duchesse à Fontenelle, rédigée par Mademoiselle Delaunay au sujet de Mademoiselle Tetar, la cour vante les mérites de Rose. La duchesse prend conscience que les capacités de sa femme de chambre pourraient être mises plus dignement à son service. Mademoiselle Delaunay devient alors la secrétaire non-officielle de la duchesse, sa lectrice, mais également l’organisatrice de ses plaisirs en planifiant les Grandes Nuits de Sceaux. Sa place auprès de la duchesse lui permet également d'être chevalière de la Mouche à Miel.
Madame de Staal-Delaunay se révèle aussi comme écrivaine. Elle a en effet été l'autrice de deux comédies présentées lors des Grandes Nuits de Sceaux, intitulées L'Engouement et La mode, et rédige ses Mémoires.

### Madame de Staal-Delaunay à la Bastille
En décembre 1718, Madame de Staal-Delaunay est arrêtée et emmenée à la Bastille pour sa complicité dans la conspiration de Cellamare. Contrairement à toute attente, Madame Delaunay se plaît fortement à la Bastille. Elle est particulièrement bien traitée en prison, avec l’aide de M. de Maisonrouge, le lieutenant du roi, qui s’est épris d’elle et comble tous ses désirs. De plus, elle vit une idylle avec le chevalier de Ménil, lui aussi arrêtée dans le cadre de la conspiration. Elle trouve de meilleures conditions de vie en prison plutôt que chez la duchesse et se déclare alors "comblée de liberté". Elle décrit sa vie comme étant douce et tranquille, dans cette paisible demeure. Ses Mémoires ont contribué à donner à la Bastille une « légende rose », puisqu'elle y donne une image très enjolivée des conditions de détention d’une prisonnière privilégiée.
Libérée, elle reprit sa place près de la duchesse et épousa le baron de Staal, vieil officier suisse, maréchal de camp du duc du Maine.

## Œuvres
- Mémoires de Madame de Staal, écrits par elle-même. Tome premier [à quatrième]. - A Londres [s.n.] 1755. [BM Senlis]
- La Bastille sous la régence, Paris, A. Fayard, 1910
- L'Engouement & La mode : deux comédies en trois actes, Éd. et notes Jacques Cormier, Paris, l'Harmattan, 2005
- Lettres de Mlle Delaunai (Mme de Staal) au chevalier de Ménil, au marquis de Silly, et à M. de Héricourt, Paris, Colin, 1806
- Mémoires de jeunesse, Éd. et préf. de Chantal Thomas, Paris, Mercure de France, 1996
- Mémoires de Mme de Staal-Delaunay, Paris, Mercure de France, 1970
- Une Idylle à la Bastille, Paris, Bibliothèque mondiale, 1958
- Mémoires in La Fabrique de l'intime. Mémoires et journaux de femmes du XVIIIe siècle, éd. Catriona Seth, Paris Robert Laffont, Bouquins, 2013.

### Divertissements et comédies donnés Sceaux
- 1715 : La Comédie, Le Jeu, L'Engouement, publié en 1755.
- 1725 : La Mode.
- 1761 : Les Ridicules du jour, même pièce que La Mode jouée à la Comédie-Italienne.

### Manuscrit
Le manuscrit NAF 12413 de la Bibliothèque nationale de France contient 19 lettres autographes de Mme de Staal à Madame du Deffand datant de juillet à octobre 1747 (f.1-44), ainsi que des copies de L'Engouement (f.76-118) et de L'Abrégé de métaphysique (f.123-149v) de Mme de Staal (lire sur Gallica).